# Milan Dudić
Milan Dudić (szerb cirill betűkkel Милан Дудић; Kraljevo, 1979. november 1. – ) szerb válogatott labdarúgó.

## Pályafutása

### Klubcsapatban
Kraljevóban született. Pályafutása korai szakaszában a Magnohrom Kraljevo, a Bane Raška, a Sloga Kraljevo és a Komgrap Belgrád csapatában játszott. 1999 és 2002 között az FK Čukarički játékosa volt. 2002 és 2006 között a Crvena zvezdát erősítette, melynek tagjaként két alkalommal nyerte meg a szerb bajnokságot és a szerb labdarúgókupát. 2006 és 2011 között az osztrák Red Bull Salzburg csapatában szerepelt. 2011-től 2014-ig a Sturm Graz játékosa volt.

### A válogatottban
2001 és 2006 között 13 alkalommal szerepelt a jugoszláv és a szerb-montenegrói válogatottban. Részt vett a 2006-os világbajnokságon, ahol az Argentína és az Elefántcsontpart elleni csoportmérkőzésen is kezdőként lépett pályára. Hollandia ellen nem kapott lehetőséget.

## Sikerei, díjai
Crvena zvezda
- Szerbia és Montenegró-i bajnok (2): 2003–04, 2005–06
- Szerbia és Montenegró-i kupagyőztes (2): 2003–04, 2005–06

Red Bull Salzburg
- Osztrák bajnok (2): 2006–07, 2008–09